# Кастелето Уцоне
Кастелѐто Уцо̀не (на италиански: Castelletto Uzzone; на пиемонтски: Castlèt Usson, Кастълет Усон) е село и община в Северна Италия, провинция Кунео, регион Пиемонт. Разположено е на 425 m надморска височина. Населението на общината е 370 души (към 2010 г.).